# Renault Manager
Renault G — сімейство вантажних автомобілів, що виробляються компанією Renault Trucks з 1980 до 1996 року.

## Опис
Вантажівки Renault G випускалися на заводах в Бленвілле і включали кілька моделей з дизельними двигунами з турбокомпресором потужністю 172—291 к.с.
У 1983 серія була удостоєна титулу «Вантажівка року». Наприкінці 1980-х і початку 1990-х ця гама поповнилася новими варіантами (від «G200» до «G340»). на їх основі була створена посилена серія Maxter для роботи на будівництві і важких дорожніх умовах.
З 1991 вантажівки Renault G модернізували і отримали назву Renault Manager.

## Двигуни
- 9 800 см3 MIDR 06.20.45 І6 182-338 к.с.

## Галерея

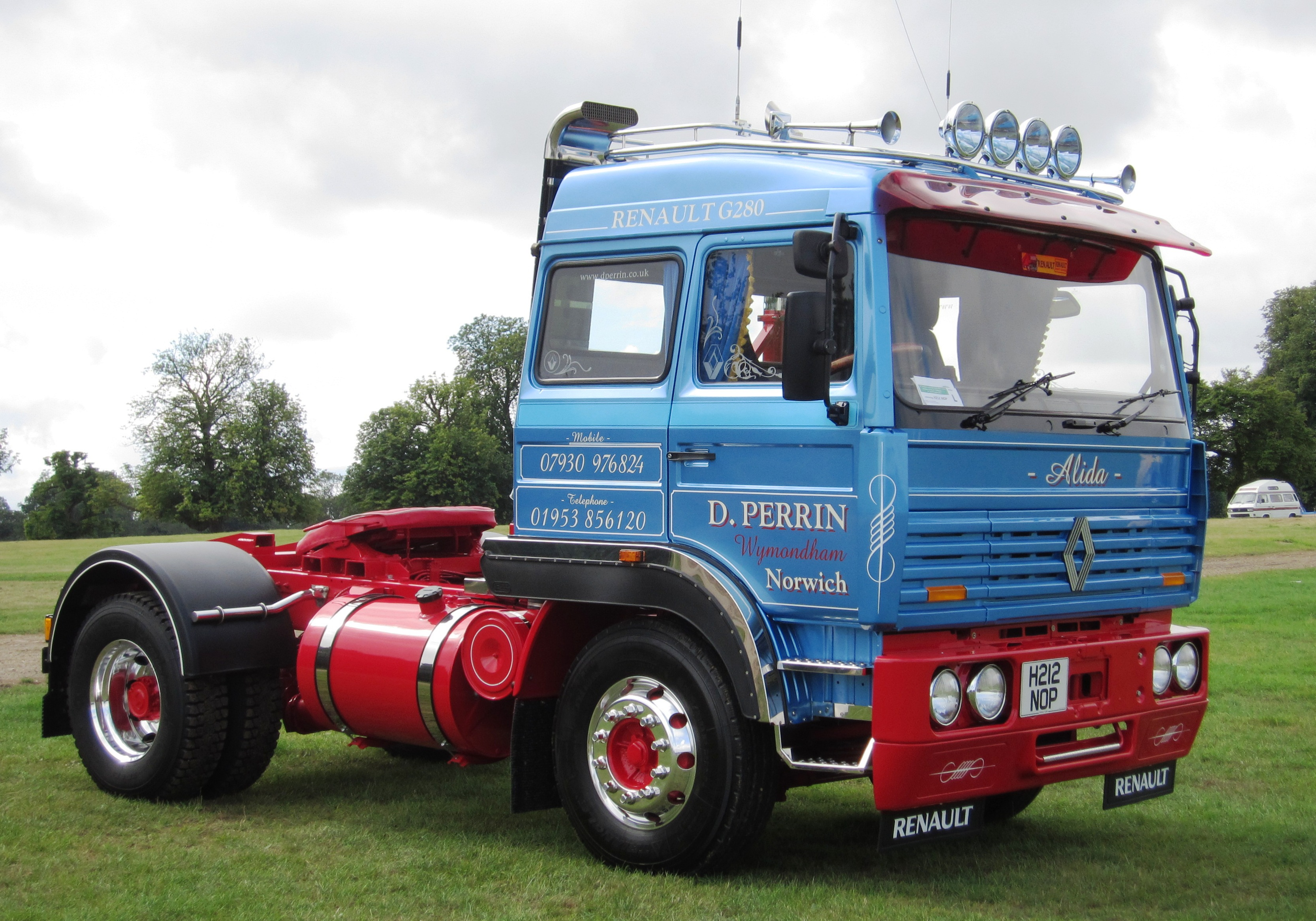
Renault G290
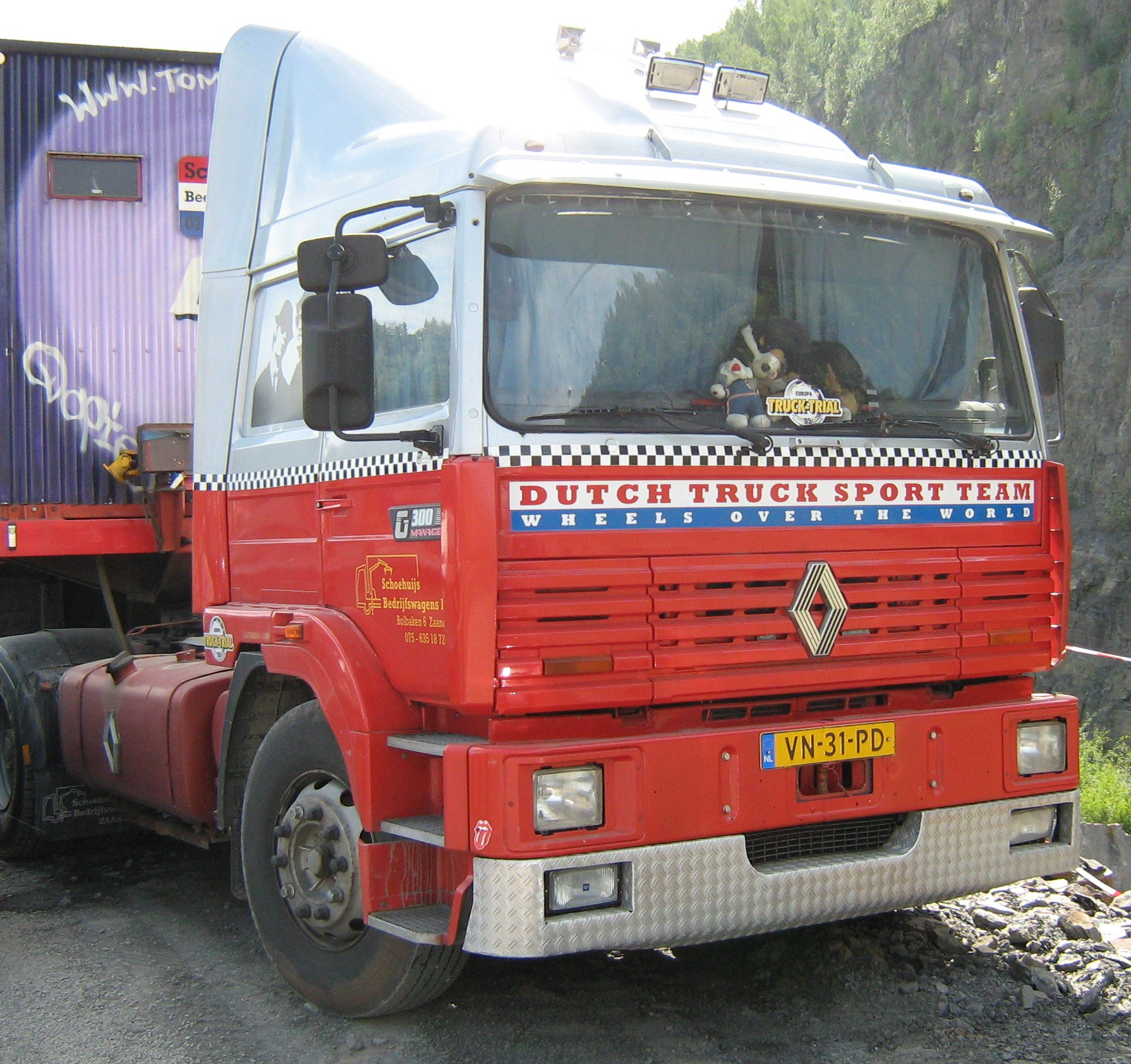
Renault G300 Manager
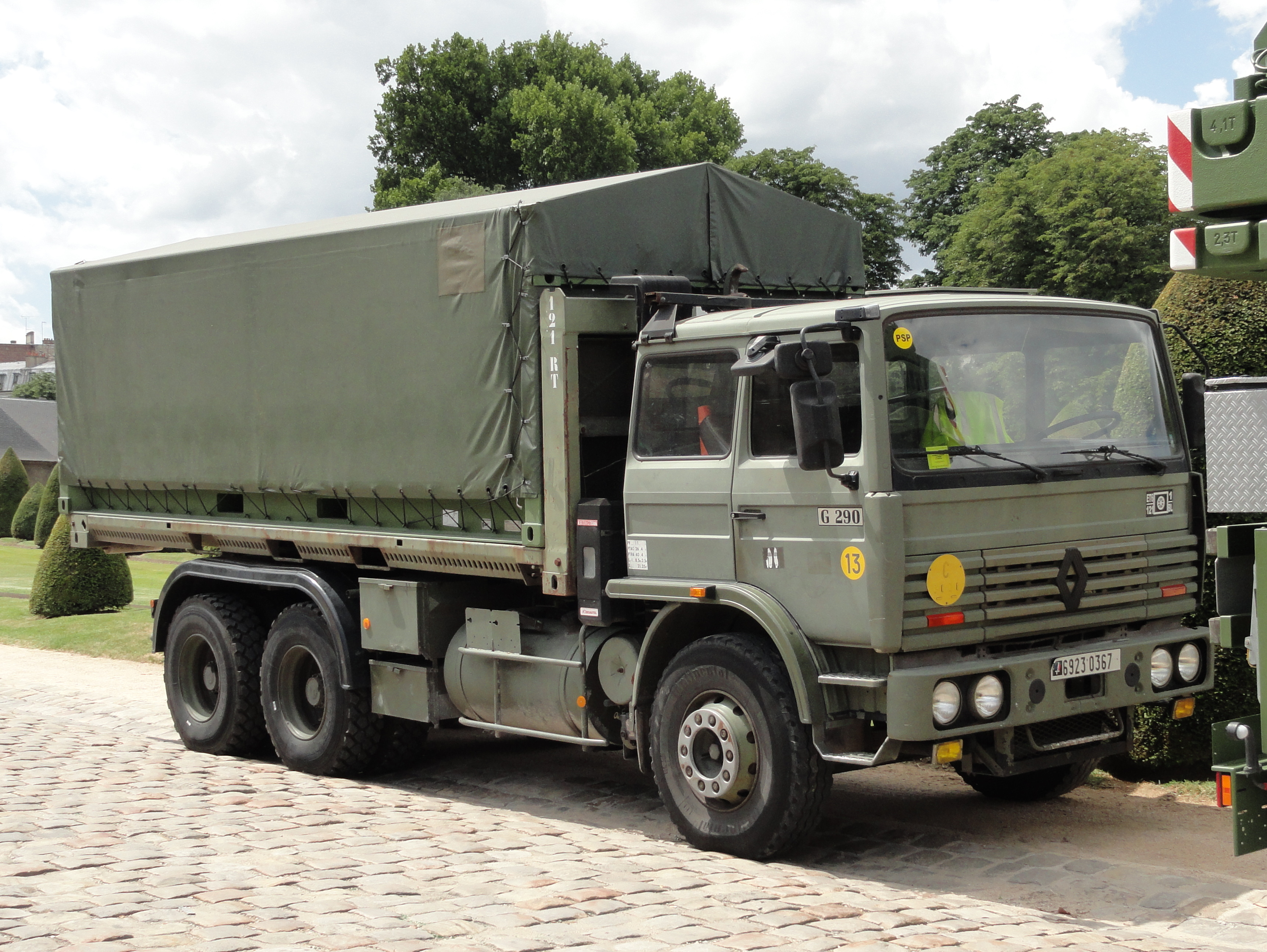
Військовий Renault G290
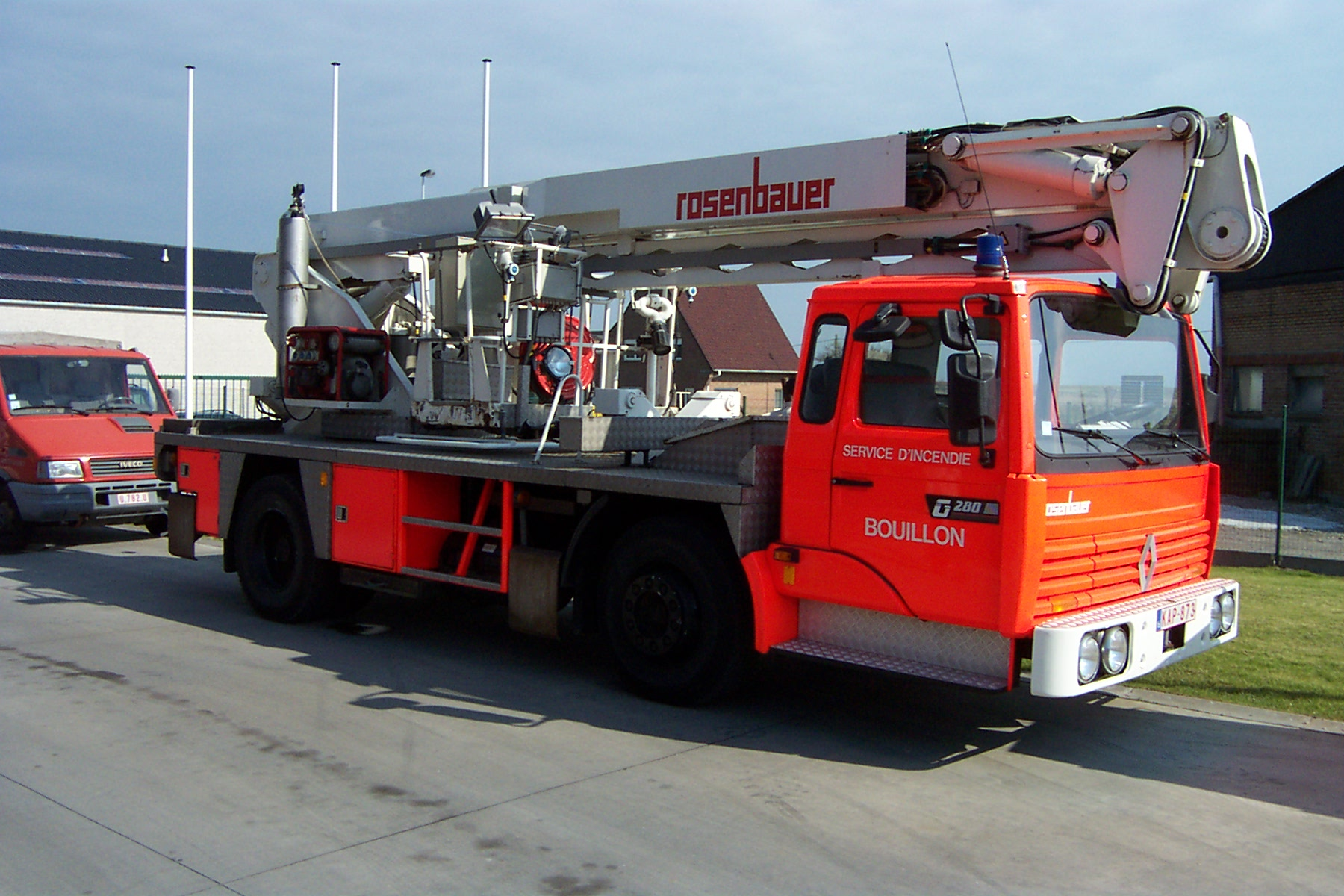
Renault G280
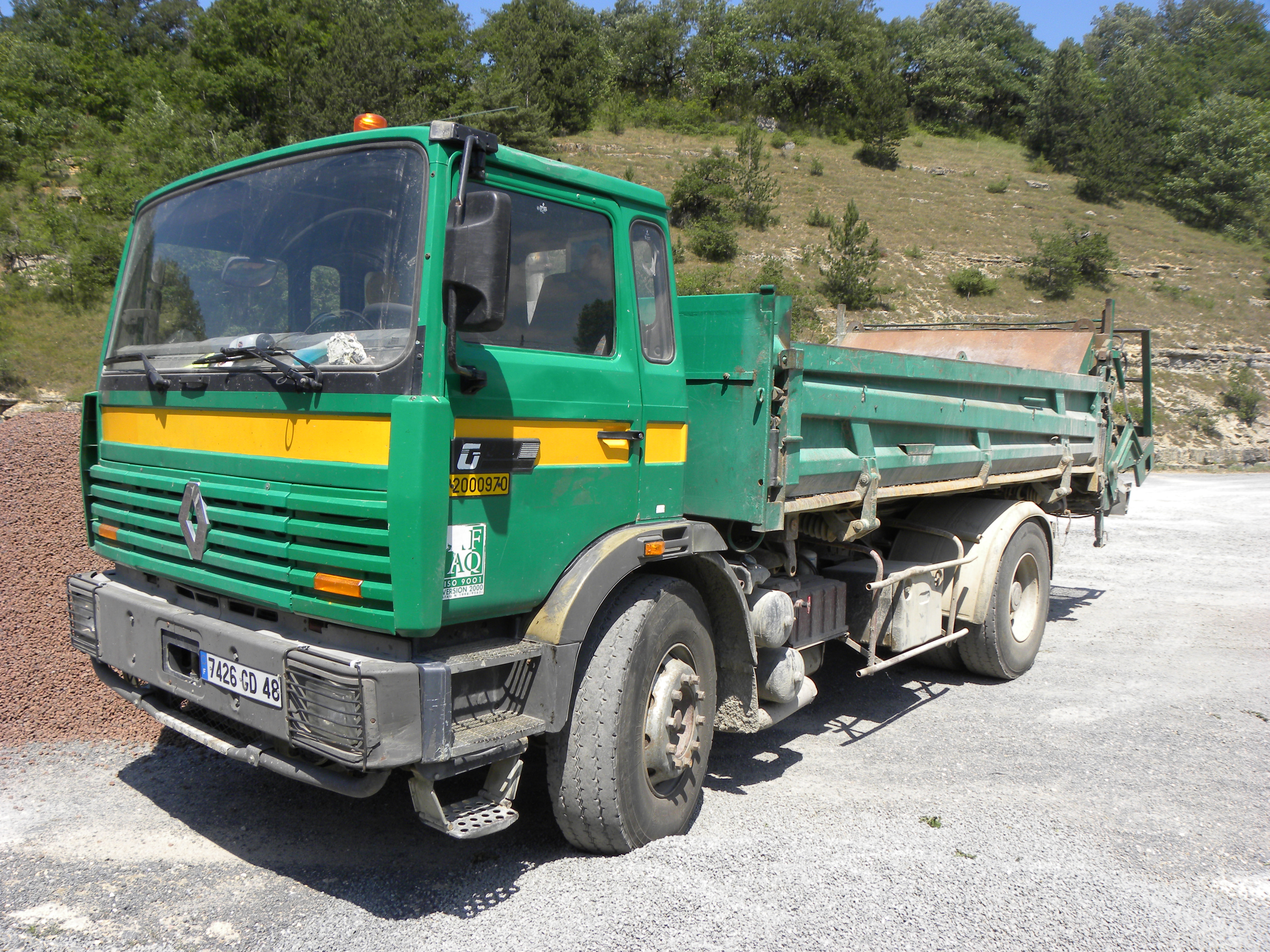
Renault G270 Manager